# Stazione meteorologica di Lago Paduli
La stazione meteorologica di Lago Paduli, attiva dal 1936, è la stazione meteorologica di riferimento relativa all'area del Lago Paduli nel comune di Comano.

## Caratteristiche
La stazione meteorologica, è situata nell'Italia Centrale, in Toscana, in provincia di Massa e Carrara nel comune di Comano, in località Lago Paduli a 1 151 metri s.l.m. e alle coordinate geografiche 44°20′45″N 11°08′18″E.
Installata nel 1936 come stazione meccanica termopluviometrica, era originariamente nota come stazione meteorologica di Paduli Diga ed è stata gestita fin dalla sua attivazione dal Compartimento di Bologna del Servizio Idrografico e Mareografico Nazionale per poi passare sotto la gestione del Servizio Idrometeorologico dell'ARPA Emilia-Romagna dopo il passaggio di competenze alle regioni che le ha conferito l'attuale denominazione e l'ha sostituita con una stazione meteorologica automatica, i cui dati pluviometrici rilevati sono forniti al Servizio Idrologico Regionale della Toscana.

## Dati climatologici 1961-1990
In base alla media trentennale 1961-1990, la temperatura media del mese più freddo, febbraio è di -0,2 °C, mentre la temperatura media del mese più caldo, luglio è di +16,3 °C; mediamente si contano annualmente 107,9 giorni di gelo e 34,1 giorni di ghiaccio. Le precipitazioni medie annue, sono di 2 470,1;mm e presentano un minimo relativo in estate, un elevatissimo picco in autunno, oltre a valori elevati anche in inverno e in primavera.
| Lago Paduli (1961-1990)          | Mesi  | Mesi  | Mesi  | Mesi  | Mesi  | Mesi  | Mesi | Mesi  | Mesi  | Mesi  | Mesi  | Mesi  | Stagioni | Stagioni | Stagioni | Stagioni | Anno    |
| Lago Paduli (1961-1990)          | Gen   | Feb   | Mar   | Apr   | Mag   | Giu   | Lug  | Ago   | Set   | Ott   | Nov   | Dic   | Inv      | Pri      | Est      | Aut      | Anno    |
| -------------------------------- | ----- | ----- | ----- | ----- | ----- | ----- | ---- | ----- | ----- | ----- | ----- | ----- | -------- | -------- | -------- | -------- | ------- |
| T. max. media (°C)               | 2,1   | 2,2   | 4,8   | 7,9   | 12,3  | 16,2  | 19,4 | 18,9  | 15,0  | 10,7  | 5,8   | 2,8   | 2,4      | 8,3      | 18,2     | 10,5     | 9,8     |
| T. media (°C)                    | −0,1  | −0,2  | 2,0   | 5,2   | 9,7   | 13,3  | 16,3 | 15,9  | 12,5  | 8,6   | 3,7   | 0,7   | 0,1      | 5,6      | 15,2     | 8,3      | 7,3     |
| T. min. media (°C)               | −2,4  | −2,5  | −0,7  | 2,5   | 7,0   | 10,5  | 13,3 | 13,0  | 10,0  | 6,5   | 1,5   | −1,4  | −2,1     | 2,9      | 12,3     | 6,0      | 4,8     |
| Giorni di gelo (Tmin ≤ 0 °C)     | 25,3  | 23,3  | 18,9  | 6,8   | 0,2   | 0,0   | 0,0  | 0,0   | 0,0   | 0,9   | 11,1  | 21,4  | 70,0     | 25,9     | 0,0      | 12,0     | 107,9   |
| Giorni di ghiaccio (Tmax ≤ 0 °C) | 9,6   | 8,8   | 4,7   | 0,3   | 0,0   | 0,0   | 0,0  | 0,0   | 0,0   | 0,0   | 2,5   | 8,2   | 26,6     | 5,0      | 0,0      | 2,5      | 34,1    |
| Precipitazioni (mm)              | 255,0 | 197,9 | 221,7 | 228,0 | 182,3 | 151,0 | 88,4 | 131,9 | 195,4 | 270,8 | 301,2 | 246,5 | 699,4    | 632,0    | 371,3    | 767,4    | 2 470,1 |

## Valori estremi

### Temperature estreme mensili dal 1951 ad oggi
Di seguito sono riportati i valori estremi mensili delle temperature massime e minime registrate dal 1951 ad oggi. La temperatura massima assoluta è stata registrata il 27 giugno 2019 con +31,3 °C, mentre la minima assoluta di -16,0 °C è stata registrata il 15 febbraio 1956 e il 30 dicembre 2005.
| Lago Paduli (1951-2023) | Mesi         | Mesi         | Mesi         | Mesi         | Mesi        | Mesi        | Mesi        | Mesi        | Mesi        | Mesi        | Mesi         | Mesi         | Stagioni | Stagioni | Stagioni | Stagioni | Anno  |
| Lago Paduli (1951-2023) | Gen          | Feb          | Mar          | Apr          | Mag         | Giu         | Lug         | Ago         | Set         | Ott         | Nov          | Dic          | Inv      | Pri      | Est      | Aut      | Anno  |
| ----------------------- | ------------ | ------------ | ------------ | ------------ | ----------- | ----------- | ----------- | ----------- | ----------- | ----------- | ------------ | ------------ | -------- | -------- | -------- | -------- | ----- |
| T. max. assoluta (°C)   | 19,9 (2022)  | 16,8 (2019)  | 19,0 (2021)  | 24,5 (2011)  | 27,1 (2022) | 31,3 (2019) | 30,0 (2015) | 31,1 (2012) | 26,4 (2006) | 24,3 (2011) | 21,5 (2015)  | 15,0 (2021)  | 19,9     | 27,1     | 31,3     | 26,4     | 31,3  |
| T. min. assoluta (°C)   | −15,0 (1993) | −16,0 (1956) | −15,0 (1971) | −10,1 (2003) | −2,3 (2019) | 0,0 (2006)  | 5,2 (2000)  | 4,1 (2006)  | 1,0 (1995)  | −4,5 (2012) | −11,0 (1988) | −16,0 (2005) | −16,0    | −15,0    | 0,0      | −11,0    | −16,0 |